# Assim Omar
Assim Omar, né entre 1974 et 1976 à Sambhal (Inde) et mort le 23 septembre 2019 dans le district de Musa Qala (en) (Afghanistan), est un terroriste indien. 
Il a étudié au séminaire de Dar ul-Ulum Haqqaniya.
En septembre 2014, il est nommé chef d'Al-Qaïda en guerre sainte dans le sous-continent indien par Ayman Al-Zawahiri, leader de l'organisation depuis la mort d'Oussama ben Laden en mai 2011. 
Le 23 septembre 2019, 40 civils afghans et 7 membres d'Al-Qaïda, dont Assim Omar, sont tués dans un raid militaire afghano-américain dans le district de Musa Qala (en) au sud de l'Afghanistan,. 